# Leh Lub Salub Rarng
Leh Lub Salub Rarng (Thai: เล่ห์ลับสลับร่าง) ist eine thailändische Fernsehserie, die vom 31. Juli bis 4. September 2017 auf Channel 3 ausgestrahlt wurde.

## Handlung
Ramin ist ein hochkarätiger Polizist einer Spezialeinheit, er ist ein egozentrischer Playboy, der auf Frauen herabschaut, und Petra ist ein arroganter und undankbarer Superstar, der auf Männer und ihre Mitarbeiter herabschaut. Sündhaftigkeit bringt diese beiden zusammen, um durch den Austausch von Körpern Integrität, Ehrlichkeit und Respekt zu erlernen. Sie sind mit Gefahren, Schwierigkeiten und Hindernissen konfrontiert, um sich auf dieser unglaublichen Reise allmählich zu verbessern, zu teilen, sich um sie zu kümmern und die wahre Liebe zu finden.

## Besetzung
- Nadech Kugimiya als Ramin Toongpraplerng
- Urassaya Sperbund als Petra Pawadee
- Thanapob Leeratanakajorn als Arkom „Kom“
- Thanatchapan Booranachewaailai als Jae Aum
- Premmanat „Peck“ Suwannanon
- Preechaya „Ice“ Pongthananikorn als Nok Yoong
- Daraneenuch „Top“ Pohpiti
- Seneetunti „Maprang“ Wiragarn
- Seo Ji Yeon als Ji Eun
- Sumonthip Leungutai als Sitala
- Schiller „Krerk“ Kirk	als Seer
- Nithichai Yotamornsunthorn als Athit Aniruth
- Premmanat Suwannanon
- Rachanee Siralert als Lady Puangkram
- Sommart Praihirun
- Oak Keerati
- Thitinun Suwansuk
- Ruengrit Wisamol
- Dan Chupong
- San Eittisukkhanan
- Wichai Jongpasitkhun
- Bryon